# 雅各布·马利
雅各布·马利（英語：Jacob Marley）是查尔斯·狄更斯小说《小氣財神》（1843年）中的一个虚构人物，曾是守财奴艾比尼泽·斯克鲁奇的生意伙伴。作为一位“生意上的好手”，在故事设定的平安夜时，他已经死了七年。马利的鬼魂在故事一开始就拜访了斯克鲁奇，警告他有另外三个灵魂将拜访他，为他提供救赎的机会。

## 人物原型
狄更斯年轻时候曾住在诺福克街10号，离当地一个叫马利的奶酪商铺只有几码之遥，此外附近还有挂着“古德吉和马利”（Goodge and Marney）牌子的商所，其中任何一个处所都可能为狄更斯的小说人物提供原型。对于被锁链锁住的形象，狄更斯可能借用了1842年3月他访问宾夕法尼亚州匹兹堡西部监狱的回忆。